# Antonio di Gerace
Antonio di Gerace (X secolo – Locri, 23 agosto X secolo) è stato un monaco cristiano italiano, venerato come santo dalla Chiesa cattolica.

## Agiografia
Antonio di Gerace fu un eremita calabrese del X secolo, penitente nel monastero di San Filippo, vicino a Locri assieme a san Nicodemo di Mammola e san Jeiunio di Gerace. Antonio di Gerace seguiva la regola dei monaci basiliani. Condusse una vita molto semplice, completamente distaccato dai beni materiali e terreni, con un particolare impegno nell'orazione e dando molta importanza alla penitenza. Morì nel monastero di Locri dove è sepolto. Gli sono stati attribuiti numerosi miracoli compiuti durante e dopo la sua vita.

## Culto
Nel Martirologio Romano il suo elogio si legge alla data del 23 agosto:
(Martirologio Romano)